# Scharja
Scharja (russisch Шарья́) ist eine Stadt in der Oblast Kostroma (Russland) mit 23.681 Einwohnern (Stand 14. Oktober 2010).

## Geografie

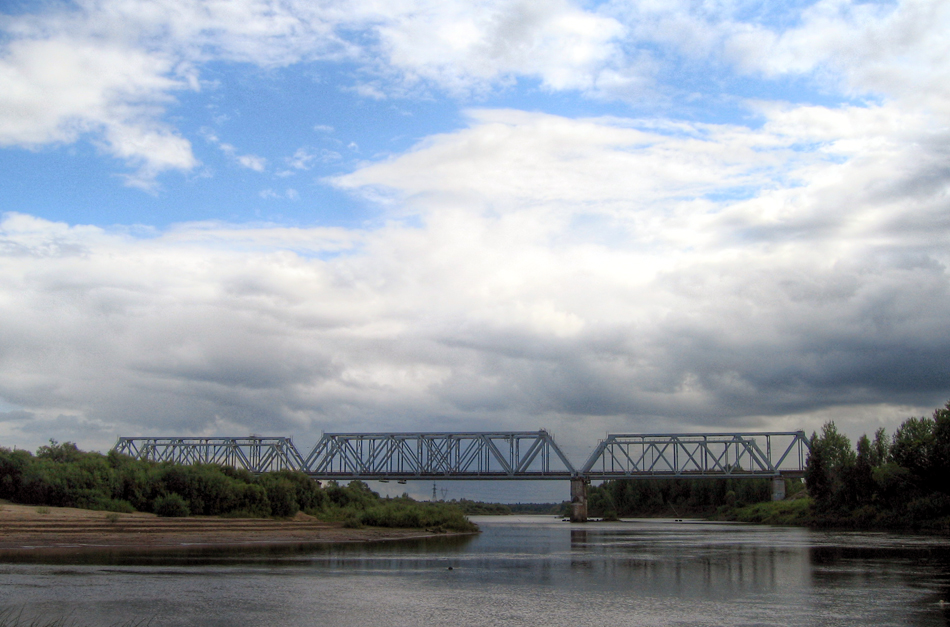
Wetluga-Brücke bei Scharja

Die Stadt liegt etwa 330 km nordöstlich der Oblasthauptstadt Kostroma am linken Ufer der Wetluga, eines linken Nebenflusses der Wolga.
Scharja bildet einen eigenständigen Stadtkreis und ist zugleich Verwaltungszentrum des gleichnamigen Rajons Scharja. Zum Stadtkreis gehören außer der Stadt Scharja noch die Siedlung städtischen Typs Wetluschski sowie die drei Dörfer Aleschunino, Koregino und Michalkino.
Die Stadt liegt an der Stammstrecke der auf diesem Abschnitt 1906 eröffneten Transsibirischen Eisenbahn (Streckenkilometer 701 ab Moskau).

## Geschichte
Scharja entstand etwa 1906 als Stationssiedlung im Zusammenhang mit der Errichtung der Eisenbahnstrecke Sankt Petersburg–Wologda–Wjatka (später Teil der Transsibirischen Eisenbahn). Sie wurde nach einem Flüsschen in der Nähe benannt, abgeleitet vom finno-ugrischen Wortstamm schar, der u. a. Flussarm oder einfach Fluss bedeutet.
Am 27. November 1938 erhielt der Ort das Stadtrecht.
Seit Anfang der 1990er Jahre ist Great Falls im US-Bundesstaat Montana Partnerstadt von Scharja.

### Bevölkerungsentwicklung
| Jahr | Einwohner |
| ---- | --------- |
| 1926 | 14.300    |
| 1939 | 14.333    |
| 1959 | 22.268    |
| 1970 | 25.788    |
| 1979 | 26.012    |
| 1989 | 27.062    |
| 2002 | 24.900    |
| 2010 | 23.681    |

Anmerkung: Volkszählungsdaten (1926 gerundet)

## Kultur und Sehenswürdigkeiten

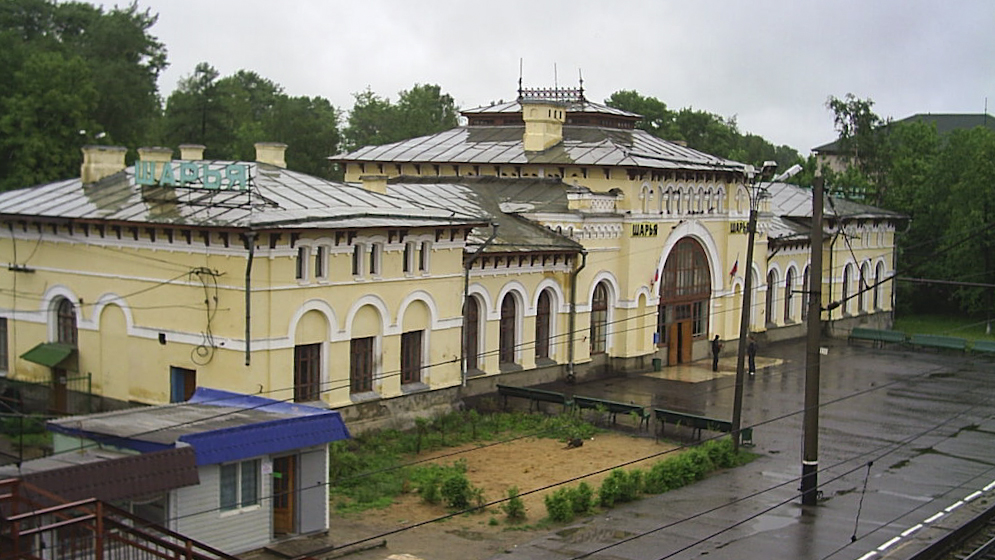
Bahnhof Scharja

Scharja ist das kulturelle Zentrum des nordöstlichen Teils der Oblast Kostroma. Mehrere höhere Bildungseinrichtungen betreiben Filialen. In den letzten Jahren wurde die alte hölzerne Nikolaikirche wiedererrichtet. Die Stadt besitzt ein Heimatmuseum.
Im Dorf Roschdestwenskoje im Rajon liegt der ehemalige Landsitz der Adelsfamilie Lagunin mit Park.

## Wirtschaft
Scharja ist Zentrum der Holzwirtschaft und der holzverarbeitenden Industrie (Möbelfabrik u. a.). Daneben existieren ein großes Eisenbahndepot mit Werkstätten sowie Betriebe der Bauwirtschaft und der Lebensmittelindustrie (z. B. Abfüllung des Mineralwassers Scharjinskaja).

## Söhne und Töchter der Stadt
- Ljudmila Koltschanowa (* 1979), Leichtathletin